# Associació Llengua Nacional
Associació Llengua Nacional és una associació catalana fundada el 1991 que té per objectiu principal fomentar i estudiar la llengua catalana. Entre les seves activitats principals destaca l'edició de la revista Llengua Nacional, un referent en l'àmbit de la lingüística i la sociolingüística; també organitza debats dins el cicle "Parlem-ne", que generen força interès.

## Història
El 14 de juny de 1991 un grup de persones van fundar l'Associació Llengua Nacional. Entre els fundadors hi havia Maria Lluïsa Pazos, que en fou presidenta, Josep Ferrer i Ferrer, Jordi Solé i Camardons i Jordi M. Colomer, que en foren vicepresidents; Àngel Grau, que en fou secretari, Antoni Adell, el tresorer, i un parell de membres d’honor: Avel·lí Artís-Gener i Alfred Badia i Gabarró.
L’associació es va fundar amb la intenció de divulgar una consciència lingüística no alienada i crear un moviment de denúncia, de resistència i de recuperació de l’ús social de la llengua. Es comença a publicar un petit butlletí com a suport a l'acció de l'Associació. El mateix 1991 s'editava el primer número del que esdevindria la futura revista de l'associació.
A partir de 1998, la direcció va passar a mans de Ramon Sangles i Molas, que va prendre de referents lingüístics dos puntals: Albert Jané i Riera i Josep Ruaix i Vinyet. Des d'aquest moment el moviment es plasmà quasi exclusivament en forma de revista, que va passar a tenir una periodicitat trimestral. La composició de la revista, encapçalada per l'editorial, conté apartats de sociolingüística, i també d’ortografia, sintaxi o lèxic. A més sol disposar d'un apartat amb una entrevista i la ressenya d’obres de llengua. Durant el 2012, Llengua Nacional difongué un manifest en el qual es defensava el català com a única llengua oficial del futur estat català, davant d'altres opinions que buscaven la cooficialitat del català i del castellà.
El gener del 2016 Mercè Espuny es fa càrrec de la presidència, substituint Ramon Sangles, després de dinou anys al capdavant de l'Associació. Poc temps després, el juny de 2017, és substituïda en la presidència per Abel Carretero, que juntament amb la nova Junta de Govern (dins la qual hi ha, per exemple, Albert Jané), creen i difonen noves activitats i propostes per continuar fent créixer l'Associació. Destaca, en aquest sentit, la creació, el 2018, del Premi Llengua Nacional, una mena de continuació de l'inicial Premi Ramon Aramon i Serra a la lleialtat lingüística. Gràcies a la bona acollida que tingué en la primera edició, avui en dia encara continua endavant.
Entre els col·laboradors de la revista hi ha personatges de renom, professors universitaris, membres d’institucions, estudiosos reconeguts. Així, s'hi troben noms com Albert Jané, Josep Ruaix, Carles Riera, Jaume Salvanyà, Bernat Joan, Gabriel Bibiloni, Andreu Salom, Eugeni S. Reig, Anna Porquet, Ramon Monton. Roser Latorre, Marcel Fité, Carles Domingo, Jaume Vallcorba, Josep Espunyes o Carme Forcadell, entre molts d'altres.